# 澳洲刺鯧
澳洲刺鯧為輻鰭魚綱鱸形目鯧亞目長鯧科的其中一種，分布於中西太平洋區的巴布亞紐幾內亞及澳洲北部海域，體長可達20公分，棲息在中層水域，可做為食用魚。

## 擴展閱讀
維基物種上的相關：澳洲刺鯧